# Pfarrkirche Trautmannsdorf an der Leitha

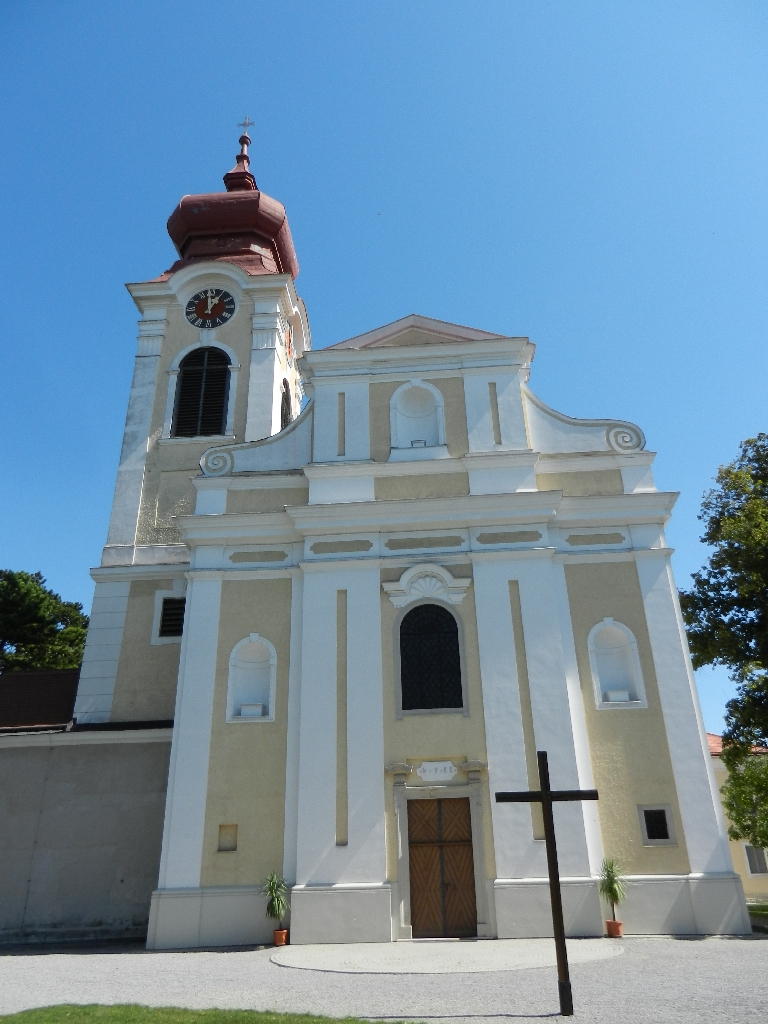
Katholische Pfarrkirche hl. Katharina in Trautmannsdorf

Die Pfarrkirche Trautmannsdorf steht im östlichen Ortsteil gegenüber vom Schloss Trautmannsdorf in der Marktgemeinde Trautmannsdorf an der Leitha im Bezirk Bruck an der Leitha in Niederösterreich. Die dem Patrozinium hl. Katharina von Alexandrien unterstellte römisch-katholische Pfarrkirche gehört zum Dekanat Bruck an der Leitha im Vikariat Unter dem Wienerwald der Erzdiözese Wien. Die Kirche steht unter Denkmalschutz (Listeneintrag).

## Geschichte
Urkundlich wurde 1256 eine Pfarre genannt, vermutlich lag die Pfarre bei der Schlosskirche. Etwas zeitgleich wurde die heutige Nordkapelle am Turm der Pfarrkirche im dritten Viertel des 13. Jahrhunderts erbaut. 1322 wurde die Schlosskirche als alte Kirche genannt. Nach 1430 wurde die Pfarrkirche landesfürstlich. 1489 wurde die Pfarre vom Kaiser Friedrich III. dem St. Georgs-Ritterorden übergeben. Ab 1576 eine herrschaftliche Pfarre.
Die Kirche wurde 1853/1856, 1876, 1896 renoviert. 1996 war eine Restaurierung.

## Architektur
Die weiträumig proportionierte barocke Saalkirche mit seichten Querarmen hat einen eingezogenen niedrigeren Chor. Der nordseitig etwas hinter der Westfront beigestellte Turm wurde über einer frühgotischen Kapelle erbaut. Die Westfront ist die Schauseite der Kirche. Südlich des Chores steht der Sakristeianbau und der 1968/1969 angebaute zweigeschoßige Pfarrhof. 

## Ausstattung
Die überwiegend barocke Einrichtung entstand im Ende des 17. und im ersten Viertel des 18. Jahrhunderts.
Die Orgel baute Gottfried Sonnholz 1728 in einem reichen barocken Gehäuse, das Gehäuse wurde 1785 aus der Wiener Augustinerkirche hierher übertragen. Eine Glocke nennt Andreas Klein 1737.

## Grabdenkmäler
Im Langhaus
- Wandgrab des Pankraz von Windisch-Graetz und seiner Frau Hippolyta gegenüber zum Andenken ihr gestifteter Altar, welcher 1811 aus der Schlosskirche hierher übertragen wurde.

Unter der Empore
- Spätgotische ganzfigürliche Reliefgrabplatte zu Elisabeth Pernek 1464, Gemahlin des Söldnerführers Ulrich von Grafenegg.
- Drei rotmarmorne Wappengrabplatten 1585, 1600 und 1665 zu Christian Graf von Tschernembl.

Unter der Kapelle
- Gruft Windisch-Graetz, darin die von 1591 bis 1681 in der Schlosskirche bestatteten, 1812 hierher überführten Familienmitglieder beigesetzt. 1954 wurden sieben Sargtafeln von 1591 bis 1689 abgelöst und an der Kapellenwand angebracht.